# Тибор Адам
Тибор Адам (Суботица, 9. јул 1923 — Нови Сад, 24. август 2010) био је југословенски и српски новинар јеврејског порекла.

## Биографија
Тибор Адам је рођен 9. јула. 1923. године у Суботици у јеврејској породици Мирка и Маргите Адам. Основну школу и гимназију похађао је у родном граду. Убрзо после нацистичке окупације Краљевине Мађарске, марта 1944. године отеран је на принудни рад. Током Другог светског рата и Холокауста убијено је 40 чланова његове породице, међу њима и отац Мирко који је био депортован 1944. године у концентрацијски логор Аушвиц. У Суботицу се вратио у марту 1945, када је ступио у Југословенску армију. После демобилизације, похађао је и завршио Вишу школу друштвено-политичких наука у Новом Саду. Новинарством се бавио од оснивања Радио Новог Сада, 15. децембра. 1949. године. До 1954. је радио у Редакцији на српскохрватском језику, а потом у мађарској редакцији где је водио унутрашњу политичку и привредну рубрику. Био је в.д. главног уредника те редакције од 1960 до 1963. године и помоћник главног уредника од 1963 до 1966. Као слободни репортер писао је о актуелним друштвеним темама СФР Југославије. Године 1966. покренуо је Радио-пошту, популарну емисију, коју је водио и после пензионисања 1983. године, све до 1990. Године 1957. са петомесечног путовања теретним бродом до Кине, слао је репортаже које су објављиване на скоро свим војвођанским радио-станицама и у штампаним медијима.
Тибор Адам је преминуо 24. августа 2010. године. Био је ожењен за Олгу Адам.